# ジャネク・サーズ
ジャネク・サーズ（Janek Sirrs, 1965年10月20日 - ）は、視覚効果アーティストである。『マトリックス』、『バットマン ビギンズ』、『アベンジャーズ』、『ハンガー・ゲーム2』などへ参加している。

## 主なフィルモグラフィ
- ナッティ・プロフェッサー クランプ教授の場合 The Nutty Professor (1996)
- マーズ・アタック! Mars Attacks! (1996)
- ダンテズ・ピーク Dante's Peak (1997)
- コン・エアー Con Air (1997)
- トゥルーマン・ショー The Truman Show (1998)
- マイティ・ジョー Mighty Joe Young (1998)
- ドクター・ドリトル Doctor Dolittle (1998)
- マトリックス The Matrix (1999)
- マトリックス リローデッド The Matrix Reloaded (2003)
- バットマン ビギンズ Batman Begins (2005)
- アイ・アム・レジェンド I Am Legend (2007)
- アイアンマン2 Iron Man 2 (2010)
- アベンジャーズ The Avengers (2012)
- ハンガー・ゲーム2 The Hunger Games: Catching Fire (2013)
- ターミネーター:新起動/ジェニシス Terminator Genisys (2015)

## 受賞とノミネート
| 賞               | 年   | 部門           | 作品名              | 結果       |
| ---------------- | ---- | -------------- | ------------------- | ---------- |
| アカデミー賞     | 1999 | 視覚効果賞     | マトリックス        | 受賞       |
| アカデミー賞     | 2010 | 視覚効果賞     | アイアンマン2       | ノミネート |
| アカデミー賞     | 2012 | 視覚効果賞     | アベンジャーズ      | ノミネート |
| 英国アカデミー賞 | 1999 | 特殊視覚効果賞 | マトリックス        | 受賞       |
| 英国アカデミー賞 | 2005 | 特殊視覚効果賞 | バットマン ビギンズ | ノミネート |
| 英国アカデミー賞 | 2012 | 特殊視覚効果賞 | アベンジャーズ      | ノミネート |